# Mammillaria hahniana
Espèce
Statut de conservation UICN

 NT  : Quasi menacé
Statut CITES
Mammillaria hahniana, appelé également mammillaire tête-de-vieillard, est une espèce de cactus qui se rencontre au Mexique. Il a été introduit en Europe par le collectionneur Adolf Hahn et décrit par le professeur Erich Werdermann.

## Description
C'est une plante globuleuse aplatie mesurant jusqu'à neuf centimètres de hauteur avec de petits mamelons réguliers. Elle est spectaculaire en raison de sa longue chevelure. Ses aréoles comportent jusqu'à trente épines fines et soyeuses. Ses axilles comportent des poils blancs pouvant mesurer 4 cm de longueur entre les mamelons.
Ses fleurs sont de couleur pourpre et mesurent 1,5 cm de largeur. Elles sont disposées en couronne autour du sommet de la plante.

## Habitat
Ce cactus est originaire de la région de Guanajuato.

## Culture
Il est assez facile à cultiver, nécessitant du soleil. Son hivernage se fait au frais et au sec pour qu'il puisse fleurir.